# 天娜·卡羅
特蒂亞娜·赫里霍里芙娜·利貝爾曼（羅馬化：Tetiana Hryhorivna Liberman；1985年1月25日—），藝名蒂娜·卡洛尔，烏克蘭歌手，蒂娜·卡洛爾慈善基金會創始人。

## 備注
1. ↑  烏克蘭語：
英語：